# Aeropuerto de Virac
El Aeropuerto de Virac (en tagalo: Paliparan ng Virac, en Bícol: Palayogan nin Virac) (IATA: VRC, ICAO: RPUV) es el único aeropuerto que sirve a la provincia de la isla de Catanduanes en Filipinas. Se encuentra ubicado en la capital, Virac. El aeropuerto está clasificado como Clase 1 principal (principal interno) por la Autoridad de Aviación Civil de Filipinas, un organismo del Departamento de Transportes y Comunicaciones que se encarga de las operaciones, no sólo de este aeropuerto, sino también de todos los demás aeropuertos de Filipinas, excepto los principales aeropuertos internacionales.
El 27 de octubre de 2013, Cebu Pacific lanzó el primer vuelo de un Airbus en Virac.